# Mancoa laxa
Mancoa laxa är en korsblommig växtart som beskrevs av Reed Clark Rollins. Mancoa laxa ingår i släktet Mancoa och familjen korsblommiga växter. Inga underarter finns listade i Catalogue of Life.